# Чотіла – Анджар – Мундра
Чотіла – Анджар – Мундра – газопровід у індійському штаті Гуджарат, за допомогою якого подали ресурс до споживачів ряду районів навколо затоки Кач.
Газопровід, виконаний в діаметрі 450мм,  починається в районі Чотіла від траси трубопроводу Ананд – Джамнагар. У 2006/2007 році стала до ладу перша ділянка довжиною 68 км до Морбі, яка дозволила подати ресурс до найбільшого району виробництва кераміки в Індії. За кілька років по цьому, в 2010-му, ввели в експлуатацію відтинок Морбі – Анджар довжиною 128 км. 
У 2020-му поблизу Мундри став до ладу термінал для імпорту ЗПГ, який з’єднали з Анджаром перемичкою довжиною 67 км та діаметром 900 мм. Подальше транспортування ресурсу через реверсований трубопровід Анджар – Чотіла обмежене його значно меншим діаметром, що, в свою чергу, суттєво зменшує фактичну пропускну здатність терміналу ЗПГ. Як наслідок, планували прокласти другу нитку на відтинку Анджар – Чотіла діаметром 900 мм із пропускною здатністю 23 млн м3 на добу, що, зокрема, мало забезпечити доступ через кілька проміжних ланок до газопроводу Мехсана – Бхатінда, який веде до віддалених від узбережжя північно-західних шаттів Індії. Втім, у 2022-му через затягування із видачею дозволів від цього проекту відмовились.